# Cupid (personaggio)
Cupid, alter ego di Carrie Cutter, è un personaggio dei fumetti DC Comics creato da Andrew Kreisberg (testi) e David Baron (disegni).

## Biografia
Carrie Cutter era un soldato speciale, che lavorava per un programma top secret denominato Cobalt.
Anni dopo il Cobalt, scopre che il mercenario e marito Ross era ancora in vita, rintracciatolo a Star City cercò di ucciderlo. Freccia Verde pensando che lo sconosciuto stava abusando della moglie, scoccò una freccia e lo uccise. Cupid prese quella freccia e iniziò così la sua ossessione per Freccia Verde.
Successivamente dopo aver scoperto la relazione tra Freccia Verde e Black Canary (Dinah Laurel Lance), Cupid decide di affrontare Laurel per ucciderla, ma quest'ultima la sconfisse.
Dopo la sconfitta, Cupid dichiarò Black Canary sua arcinemica e che un giorno riuscirà a sconfiggerla.

## Poteri e abilità
Cupid è una straordinaria combattente corpo a corpo. Possiede una forza e resistenza potenziata, ma a costo della sua stessa sanità mentale.
Cupid è un'esperta cecchina, è abile nell'uso di armi bianche ed è un'eccezionale informatica.

## In altri media

### Televisione
- Kari Wahlgren ha doppiato il personaggio di Cupid nell'omonimo episodio di DC Nation Green Arrow.
- L'attrice Amy Gumenick ha interpretato il personaggio di Cupid nella terza stagione della serie TV Arrow.